# Politique en Serbie
 (mai 2012).
La politique en Serbie (en serbe cyrillique : Политика Србије ; en serbe latin : Politika Srbije) se déroule dans le cadre d'une république démocratique représentative parlementaire, où le chef de l'État est le président de la République et le chef du gouvernement est le président du gouvernement. Le pouvoir exécutif est exercé par le gouvernement. Le pouvoir législatif est exercé conjointement par le gouvernement et par l'Assemblée nationale de la république de Serbie. Le pouvoir judiciaire est indépendant du pouvoir exécutif et du pouvoir législatif.
Les institutions sont régies par la constitution, adoptée par référendum les 28 et 29 octobre 2006. Cette constitution établit sa séparation avec le Monténégro, indépendant depuis le 3 juin 2006. La Commission électorale de la république de Serbie (en serbe : Republička izborna komisija) contrôle notamment les listes électorales, la liste des candidats et des partis se présentant à une élection nationale et publie les résultats officiels de ces élections.

## Président de la République

Le drapeau présidentiel

Le statut et le rôle du président de la République sont définis par les articles 111 à 121 de la constitution. Le président exprime l'unité nationale de la Serbie (art. 111) ; il représente la république de Serbie, aussi bien dans le pays qu'à l'étranger. Il nomme et révoque les ambassadeurs du pays sur proposition du gouvernement et reçoit les lettres de créances des ambassadeurs étrangers. Il est également le chef des armées (art. 112).

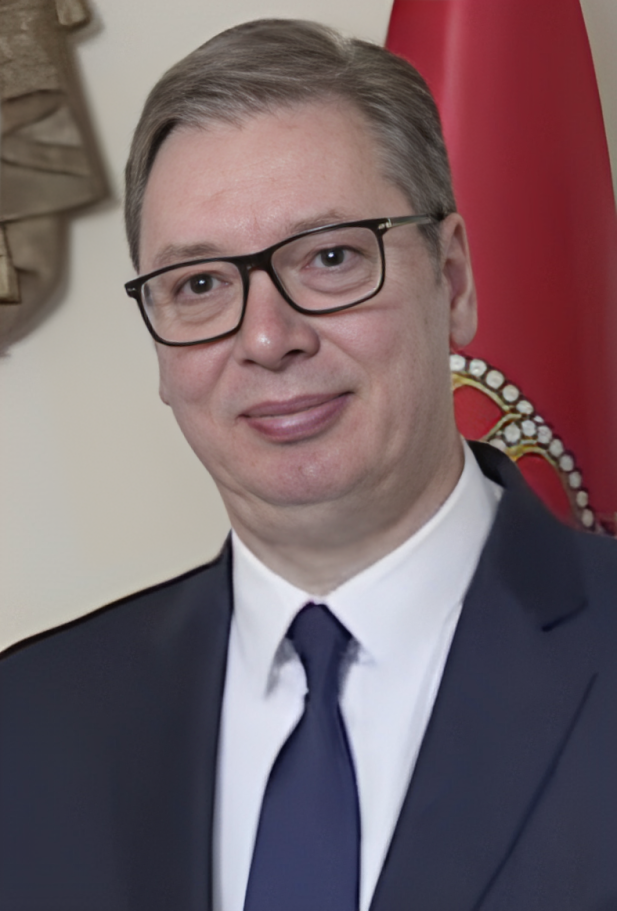
Aleksandar Vučić

Le président propose à l'Assemblée nationale un candidat au poste de président du gouvernement (premier ministre) (art. 112). il promulgue les lois votées par l'Assemblée et, s'il le juge bon, les renvoyer au parlement pour un nouvel examen ; si une loi réexaminée est à nouveau adoptée, il doit la promulguer (art. 213). Il peut également dissoudre l'Assemblée sur proposition du gouvernement ou renvoyer le gouvernement.
Le président de la République est élu pour un mandat de cinq ans renouvelable une fois. Son mandat commence le jour de sa prestation de serment devant l'Assemblée (art. 116). Le président bénéficie d'une immunité garantie par l'Assemblée nationale (art. 119). Il peut démissionner avant le terme de son mandat ou démis de ses fonctions en cas de violation de la constitution (art. 118 et 119). Dans ce cas, le président de l'Assemblée assure sa fonction par intérim et doit convoquer des élections dans un délai de 30 jours.
L'actuel président de la république de Serbie est Aleksandar Vučić, le président du Parti progressiste serbe (SNS), élu lors de l'élection présidentielle de 2017, puis réélu dès le premier tour de l'élection présidentielle du 3 avril 2022.

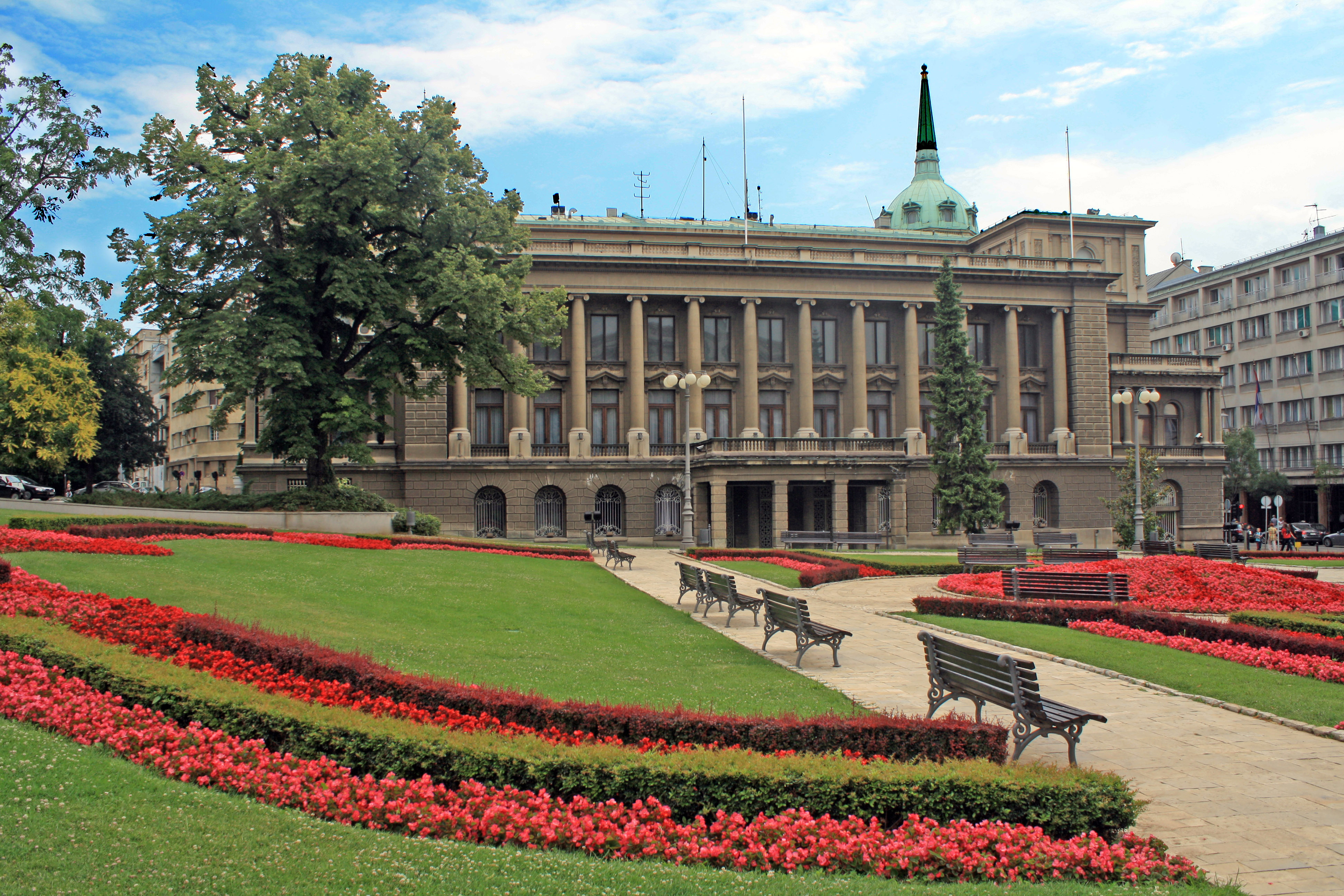
Le Novi dvor, résidence du président de la république de Serbie.

### Élection présidentielle de 2022
|                          | Aleksandar Vučić         | SNS                      | 2 224 914 | 60,01 |  |  |
|                          | Zdravko Ponoš            | US                       | 698 538   | 18,84 |  |  |
|                          | Miloš Jovanović          | NADA                     | 226 137   | 6,10  |  |  |
|                          | Boško Obradović          | Dveri                    | 165 181   | 4,46  |  |  |
|                          | Milica Đurđević          | SSZ                      | 160 553   | 4,33  |  |  |
|                          | Biljana Stojković        | Moramo                   | 122 378   | 3,30  |  |  |
|                          | Branka Stamenković       | DJB                      | 77 031    | 2,08  |  |  |
|                          | Miša Vacić               | SD                       | 32 947    | 0,89  |  |  |
|                          |                          |                          |           |       |  |  |
| Votes valides            | Votes valides            | Votes valides            | 3 707 679 | 97,63 |  |  |
| Votes blancs et nuls     | Votes blancs et nuls     | Votes blancs et nuls     | 89 933    | 2,37  |  |  |
| Total                    | Total                    | Total                    | 3 797 612 | 100   |  |  |
| Abstention               | Abstention               | Abstention               | 2 704 695 | 41,38 |  |  |
| Inscrits / participation | Inscrits / participation | Inscrits / participation | 6 502 307 | 58,62 |  |  |

## Pouvoir exécutif

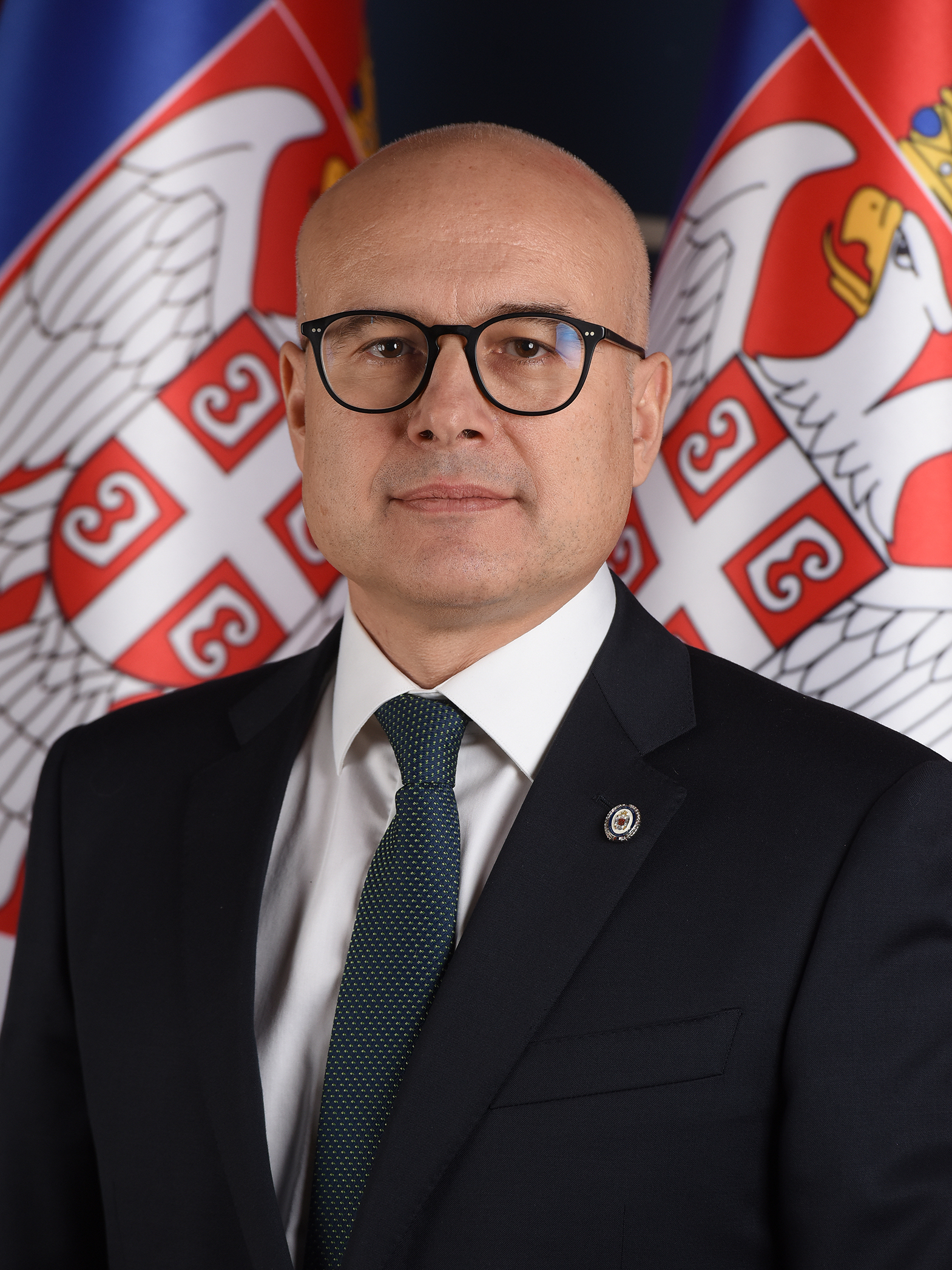
Miloš Vučević

Le pouvoir exécutif est exercé par le gouvernement de la Serbie (en serbe : Влада Србије et Vlada Srbije) (art. 122), qui se compose du président du gouvernement (en serbe : Председник Владе et Predsednik Vlade) ou « Premier ministre », de plusieurs vice-présidents (Потпредседники et Potpredsedniki) et de plusieurs ministres (Министри et Ministri) (art. 125). Le chef du gouvernement est proposé par le président de la République à l'Assemblée qui élit le gouvernement (art. 127). Le mandat du gouvernement commence avec la prestation de serment devant l'Assemblée expire en même que celui de l'Assemblée qui l'a élu ; les fonctions du gouvernement expirent si le Parlement exprime un vote de défiance, si l'Assemblée est dissoute ou si le président de la République démissionne (art. 128).
Le gouvernement définit et conduit la politique nationale, il veille à l'application des lois votées par l'Assemblée et coordonne le travail des administrations publiques. Il peut également proposer des lois.
Depuis le 16 avril 2025, le président du gouvernement est Đuro Macut.

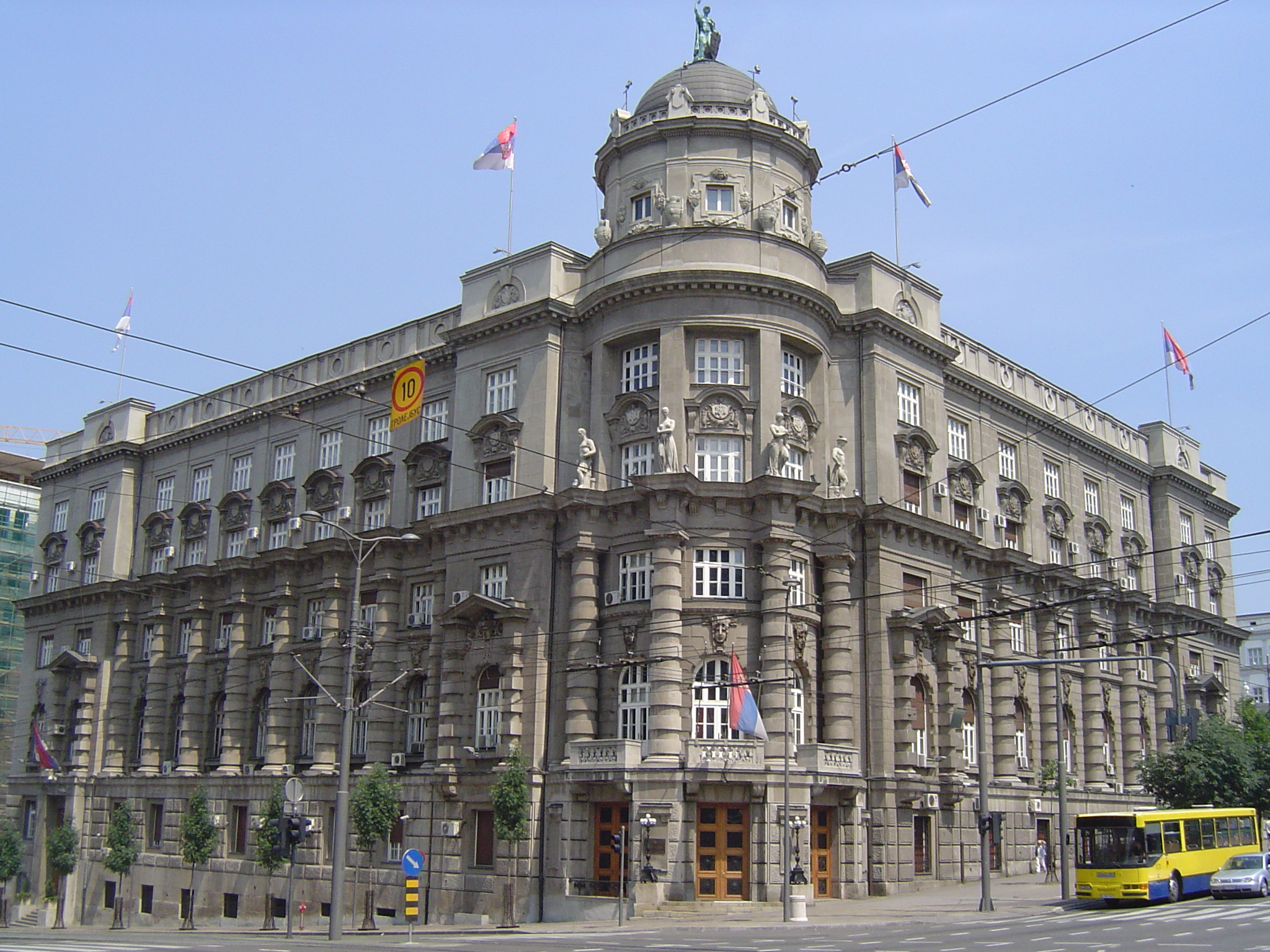
Le bâtiment principal du Gouvernement de la Serbie

## Pouvoir législatif

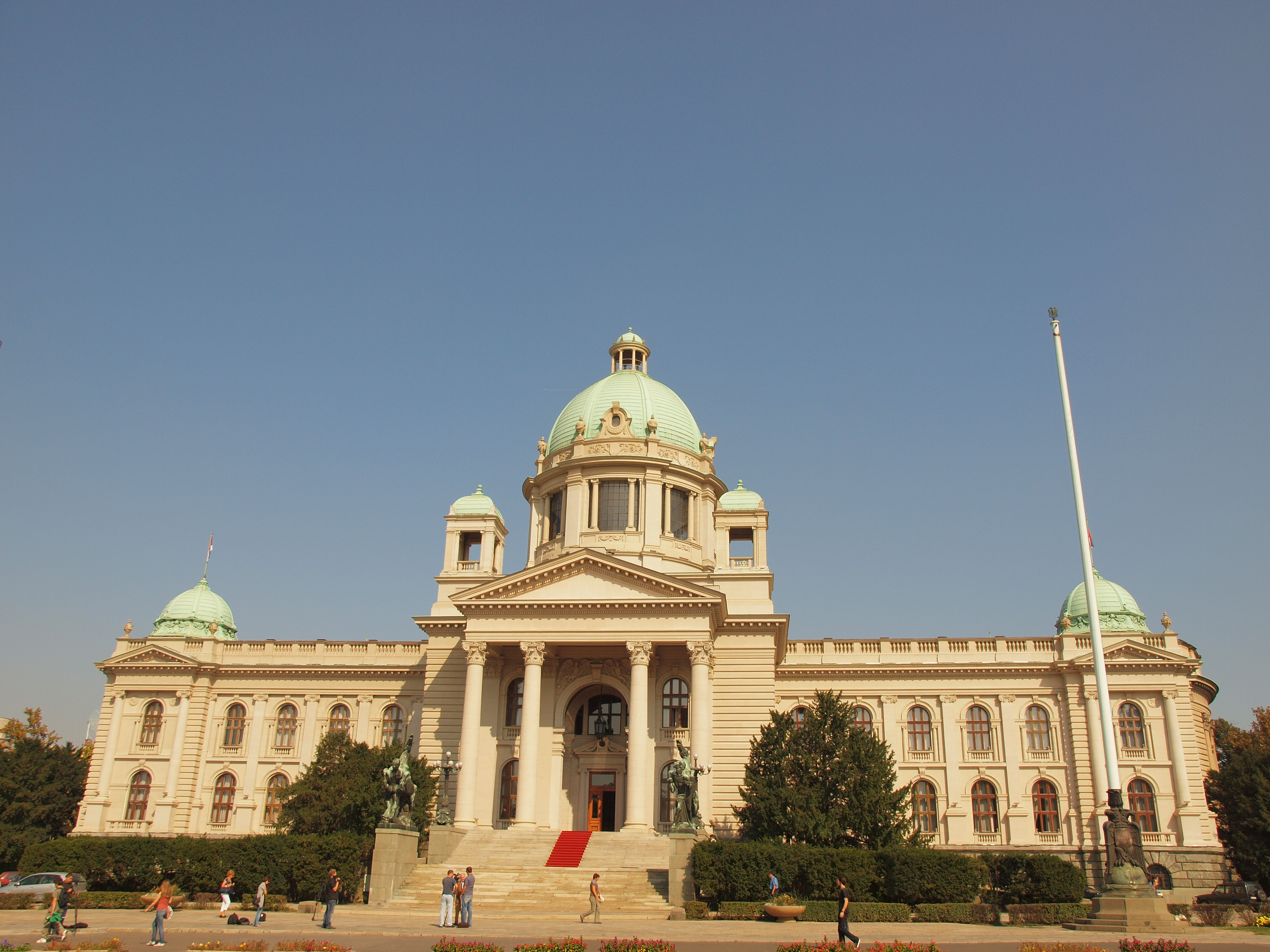
L'Assemblée nationale de la république de Serbie

L'Assemblée nationale est une institution monocamérale. Elle est constituée de 250 députés, élus au suffrage universel direct tous les quatre ans.
Selon la Constitution, l'Assemblée propose et vote les lois. De sa compétence relèvent les changements constitutionnels, les modifications dans les frontières du pays, la convocation des référendums, la ratification des traités internationaux, la proclamation de l'état de guerre ou de l'état d'urgence, l'approbation du budget de l'État, l'élection du gouvernement. Elle nomme un tiers des juges de la Cour constitutionnelle, ceux des cours de justice ou encore le gouverneur de la Banque nationale de Serbie.

### Élections législatives de 2022
|                          |                                                    |           |       |      |        |               |  |  |  |  |  |  |  |  |
| Parti ou coalition       | Parti ou coalition                                 | Voix      | %     | +/–  | Sièges | +/–           |  |  |  |  |  |  |  |  |
|                          | La Serbie ne doit pas s'arrêter (SNSDS)            | 1 783 701 | 46,75 | 2,48 | 129    | 9             |  |  |  |  |  |  |  |  |
|                          | Serbie contre la violence (SPN)                    | 902 450   | 23,66 | N/a  | 65     | 27            |  |  |  |  |  |  |  |  |
|                          | Parti socialiste – Serbie unie – Verts (SPS–JS–ZS) | 249 916   | 6,55  | 5,24 | 18     | 14            |  |  |  |  |  |  |  |  |
|                          | Alternative démocratique nationale (NADA)          | 191 431   | 5,02  | 0,52 | 13     | 2             |  |  |  |  |  |  |  |  |
|                          | Nous – La voix du peuple (MI)                      | 178 830   | 4,69  | Nv   | 13     | 13            |  |  |  |  |  |  |  |  |
|                          | Rassemblement national (NO)                        | 105 165   | 2,76  | 4,75 | 0      | 20            |  |  |  |  |  |  |  |  |
|                          | Alliance des Magyars de Voïvodine (VMSZ)           | 64 747    | 1,70  | 0,07 | 6      | 1             |  |  |  |  |  |  |  |  |
|                          | Parti radical serbe (SRS)                          | 55 782    | 1,46  | 0,76 | 0      | en stagnation |  |  |  |  |  |  |  |  |
|                          | Bonjour Serbie (DJS)                               | 45 079    | 1,18  | N/a  | 0      | en stagnation |  |  |  |  |  |  |  |  |
|                          | Parti populaire (NS)                               | 33 388    | 0,88  | N/a  | 0      | 12            |  |  |  |  |  |  |  |  |
|                          | Unis pour la justice (SPP–DSHV)                    | 29 066    | 0,76  | 0,86 | 2      | 3             |  |  |  |  |  |  |  |  |
|                          | Parti d'action démocratique du Sandžak (SDAS)      | 21 827    | 0,57  | 0,01 | 2      | en stagnation |  |  |  |  |  |  |  |  |
|                          | Coalition albanaise de la vallée de Preševo (KAPD) | 13 501    | 0,35  | 0,07 | 1      | en stagnation |  |  |  |  |  |  |  |  |
|                          | Parti russe – Nouveau parti communiste (RS–NKPJ)   | 11 369    | 0,30  | Nv   | 1      | 1             |  |  |  |  |  |  |  |  |
|                          | Parti libéral-démocrate (LDP)                      | 9 243     | 0,24  | N/a  | 0      | en stagnation |  |  |  |  |  |  |  |  |
|                          | Coalition pour la paix et la tolérance (KZMT)      | 6 786     | 0,18  | Nv   | 0      | en stagnation |  |  |  |  |  |  |  |  |
|                          | Coalition Nova–D2SP–GDF–Libdem–Glas                | 5 462     | 0,14  | Nv   | 0      | en stagnation |  |  |  |  |  |  |  |  |
|                          | Alternative pour le changement                     | 3 235     | 0,08  | 0,01 | 0      | en stagnation |  |  |  |  |  |  |  |  |
|                          |                                                    |           |       |      |        |               |  |  |  |  |  |  |  |  |
| Suffrages exprimés       | Suffrages exprimés                                 | 3 710 978 | 97,27 |      |        |               |  |  |  |  |  |  |  |  |
| Votes blancs et nuls     | Votes blancs et nuls                               | 109 768   | 2,73  |      |        |               |  |  |  |  |  |  |  |  |
| Total                    | Total                                              | 3 820 746 | 100   | –    | 250    | en stagnation |  |  |  |  |  |  |  |  |
| Abstentions              | Abstentions                                        | 2 679 920 | 41,23 |      |        |               |  |  |  |  |  |  |  |  |
| Inscrits / participation | Inscrits / participation                           | 6 500 666 | 58,77 |      |        |               |  |  |  |  |  |  |  |  |

## Partis politiques
Le système politique de la Serbie se caractérise par le multipartisme. En juin 2013, le pays comptait 93 partis politiques inscrits dans les registres du ministère de la Justice, qui, pour beaucoup d'entre eux, entrent dans des coalitions pour obtenir une représentation l'Assemblée nationale de la république de Serbie.
À la suite des élections législatives de 2012, les partis politiques ayant 5 députés ou plus, seuil leur permettant de former un groupe parlementaire à l'Assemblée, sont les suivants :
|                                    |                                                                                |      |                       |        |                                                            |          |
| Nom                                | Nom serbe, en alphabet cyrillique et latin                                     | Abr. | Chef                  | Sièges | Nationalité et/ou région, affiliation                      | Création |
| Parti progressiste serbe           | Српска напредна странка Srpska napredna stranka                                | SNS  | Aleksandar Vučić      | 53     | Droite                                                     | 2008     |
| Parti démocratique                 | Демократска странка Demokratska stranka                                        | DS   | Dragan Đilas          | 45     | Internationale socialiste                                  | 1990     |
| Parti socialiste de Serbie         | Социјалистичка партија Србије Socijalistička partija Srbije                    | SPS  | Ivica Dačić           | 21     | Social-démocratie                                          | 1990     |
| Parti démocratique de Serbie       | Демократска странка Србије Demokratska stranka Srbije                          | DSS  | Vojislav Koštunica    | 17     | Union démocratique internationale Parti populaire européen | 1992     |
| Parti libéral-démocrate            | Либерално-демократска партија Liberalno-demokratska partija                    | LDP  | Čedomir Jovanović     | 12     | Social-libéralisme                                         | 2005     |
| G17 Plus                           | Г17 плус G17 plus                                                              | G17+ | Mlađan Dinkić         | 11     | Union démocrate internationale                             | 2002     |
| Parti des retraités unis de Serbie | Партија уједињених пензионера Србије Partija ujedinjenih penzionera Srbije     | PUPS | Jovan Krkobabić       | 10     |                                                            | 2005     |
| Parti social-démocrate de Serbie   | Социјалдемократска партија Србије Socijaldemokratska partija Srbije            | SPDS | Rasim Ljajić          | 9      | Social-démocratie Union démocrate internationale           | 2009     |
| Nouvelle Serbie                    | Нова Србија Nova Srbija                                                        | NS   | Velimir Ilić          | 7      | Monarchisme Démocratie chrétienne                          | 1997     |
| Serbie unie                        | Јединствена Србија Jedinstvena Srbija                                          | JS   | Dragan Marković Palma | 7      | Libéral-conservatisme                                      | 2004     |
| Alliance des Magyars de Voïvodine  | Vajdasági Magyar Szövetség Савез војвођанских Мађара Savez vojvođanskih Mađara | SVM  | István Pásztor        | 5      | Minorité magyare de Serbie Voïvodine                       | 1994     |

Depuis les élections de 2012, la coalition politique Régions unies de Serbie, comptant notamment le parti G17 Plus, est devenu un parti à part entière. Son groupe parlementaire à l'Assemblée compte 16 membres.